# Los Tornados
Los Tornados fue una banda Barranquillera de los años 60. Considerado como el primer grupo de rock de la costa Caribe colombiana.

## Historia
La banda estaba integrado por cinco jóvenes estudiantes universitarios: Ricardo "Richard" Bruno Espadei en la voz principal (perteneció al Club del Clan con el nombre de Bruno), Orlando Enríquez (bajo), Rubén Suárez (guitarra), Eduardo Echeverría (guitarra, voz) y Álvaro Valderrama en la batería. De existencia efímera grabaron un larga duración para el sello Tropical con composiciones originales, entre ellas la más destacada El surf del desayuno, el long play fue editado tanto en Colombia como Venezuela y actualmente es codiciado y buscado por coleccionistas. También un EP fue editado en España en 1967. Los Tornados tienen el título de ser el primer grupo de rock de la ciudad Barranquilla, género que se asentó en la ciudad con más fuerza en los años posteriores. Richard Bruno el miembro más sobresaliente de ascendencia italiana posteriormente desarrolló una carrera en TV, falleció en 2018.
En 2009 sale al mercado un compilatorio por Bela Records de varios artistas donde se incluyen tres canciones del grupo y el título del álbum toma como nombre una de sus canciones: El surf del desayuno.

## Discografía
- Los Tornados a go-go - Tropical (1966)
- Los Tornados EP - Marfer (1967)
- Eso Era Antes / El Surf Del Desayuno (Sencillo)[5] (1967)
- El Surf del Desayuno - Compilación Varios Artistas (2009)

## Integrantes
- Orlando Enríquez (Bajo)
- Rubén Suárez (Director, Guitarra rítmica)
- Eduardo Echeverría (Guitarra líder, voz)
- Álvaro Valderrama (Batería)
- Ricardo "Richard" Bruno Espadei (Voz)